# NHK二ツ井ラジオ中継局

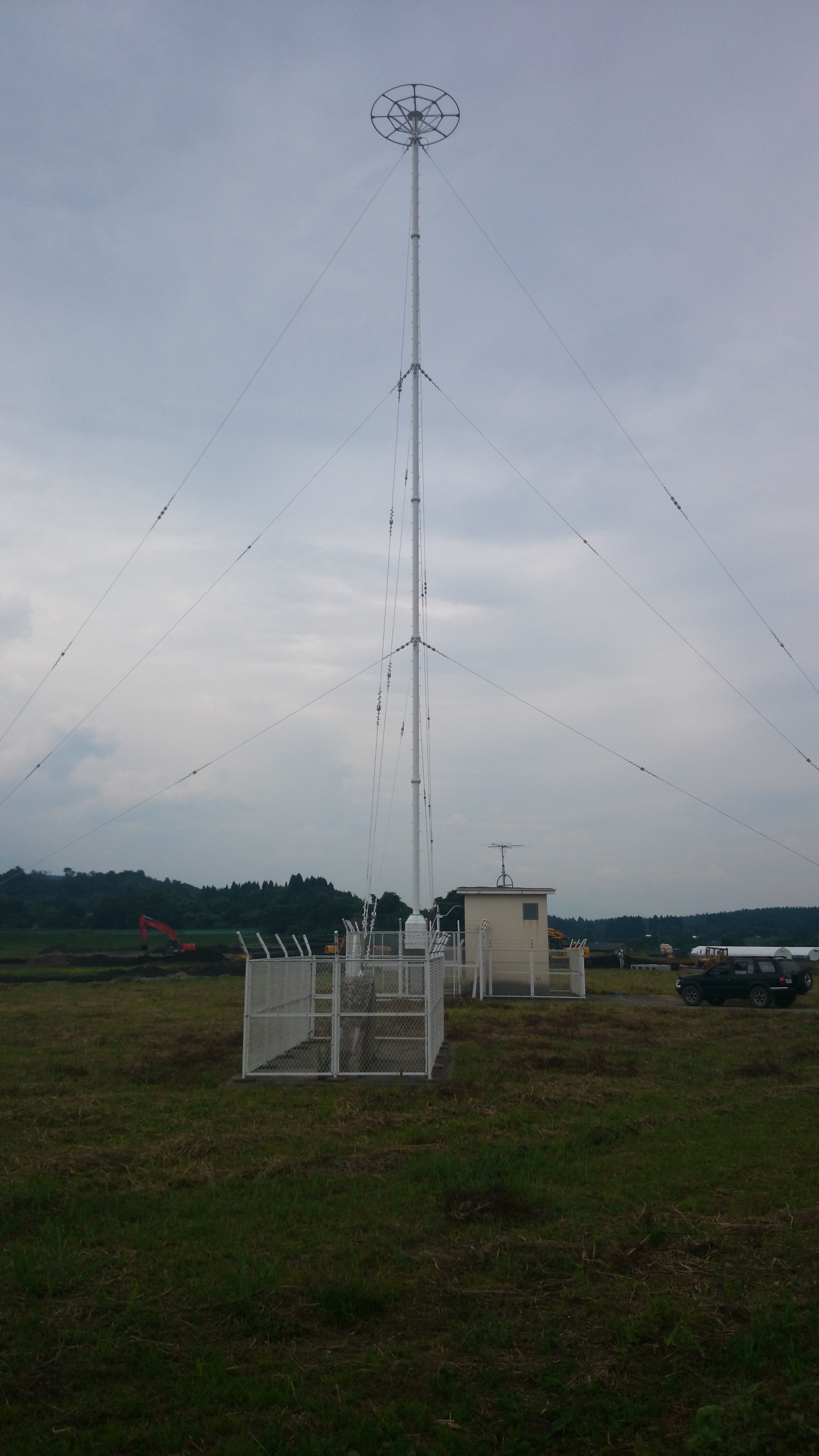
送信塔全景

NHK二ツ井ラジオ中継局（エヌエイチケイふたついラジオちゅうけいきょく）は、秋田県能代市二ツ井地区に置かれているNHK秋田放送局ラジオ第1放送の中継局。正式な名称は、放送局としてはNHK二ツ井放送局、送信施設としては二ツ井ラジオ中継放送所である。

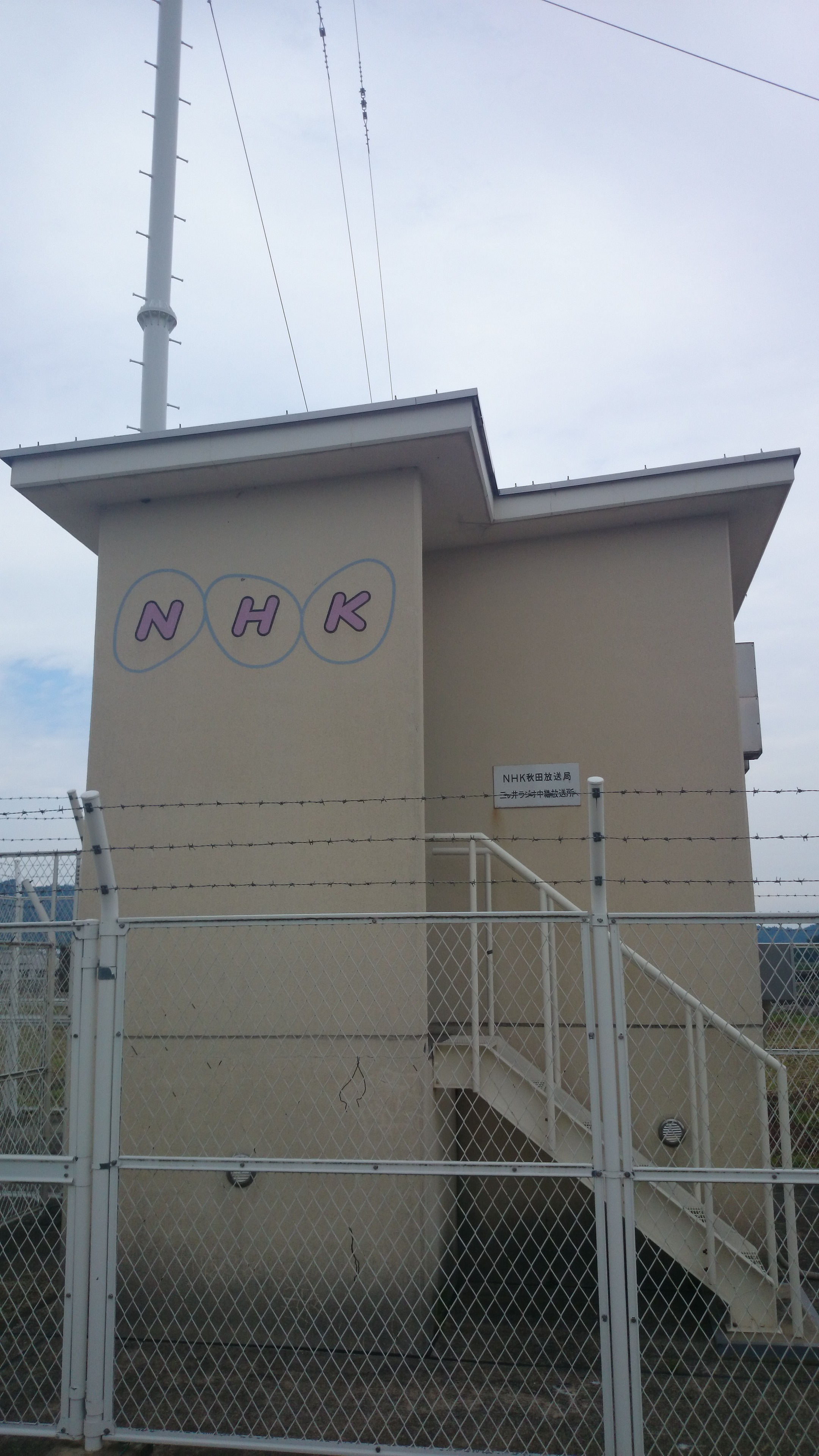
局舎

## 中継局概要
| 周波数  | 放送局名          | 空中線 電力 | 放送対象地域 | 放送区域 内世帯数 | 運用開始日     |
| ------- | ----------------- | ----------- | ------------ | ----------------- | -------------- |
| 1026kHz | NHK 秋田ラジオ第1 | 100W        | 秋田県       | 約25,000世帯      | 1999年 3月10日 |

- 所在地： 能代市二ツ井町麻生字下田平235、236番地[1]
- 放送区域： 能代市、北秋田市、山本郡の各一部[1]
- 1999年3月9日に本免許が交付され[1]、3月10日に本放送を開始した。
- 開局当初の呼出名称は「ふたついほうそう」であったが、電波法関係審査基準の改正により「NHKふたついだいいちほうそう」となった。
- 能代市二ツ井地区は秋田親局や大館中継局などからの電波が弱く、特に夜間の混信により約19,000世帯が難聴状態となっていた[1]。なお、NHK秋田第2放送と秋田放送ラジオについては、秋田親局や大館中継局の電波を受信している。